# Nuoto ai XIX Giochi asiatici - Staffetta 4x100 metri misti mista
La gara della staffetta 4x100 metri misti mista di nuoto ai XIX Giochi asiatici si è svolta il 27 settembre 2023, durante i XIX Giochi asiatici, presso l'Hangzhou Olympic Sports Expo Center.

## Podio
| Pos.    | Nazione       | Atleta                                                                                           |
| ------- | ------------- | ------------------------------------------------------------------------------------------------ |
| Oro     | Cina          | Xu Jiayu Qin Haiyang Zhang Yufei Yang Junxuan Wang Shun Yan Zibei Wang Yichun Cheng Yujie        |
| Argento | Giappone      | Ryōsuke Irie Yuya Hinomoto Ai Soma Nagisa Ikemoto Hidekazu Takehara Ippei Watanabe Hiroko Makino |
| Bronzo  | Corea del Sud | Lee Eun-ji Choi Dong-yeol Kim Seo-yong Hwang Sun-woo Lee Ju-ho Hur Yeon-kyung                    |

## Record
Prima della manifestazione il record del mondo (RM), il record asiatico (AS) e il record dei giochi (RC) erano i seguenti.
|  | 3'37"58 | Gran Bretagna | 31 luglio 2021 Tokyo    |
|  | 3'38"41 | Cina          | 1º ottobre 2020 Qingdao |
|  | 3'40"45 | Cina          | 22 agosto 2018 Giacarta |

Durante la competizione è stato migliorato il seguente record:
|  | 3'37"73 | Cina |

## Programma
| Data              | Ora (UTC+8) | Turno    |
| ----------------- | ----------- | -------- |
| 27 settembre 2024 | 11:31       | Batterie |
| 27 settembre 2024 | 20:57       | Finale   |

## Risultati

### Batterie
| Pos. | Batteria | Corsia | Nazione       | Atleta | Tempo   | Note |
| ---- | -------- | ------ | ------------- | --- | ------- | ---- |
| 1    | 2        | 4      | Cina          | Wang Shun (53"80) Yan Zibei (59"62) Wang Yichun (58"16) Cheng Yujie (54"09)                                                  | 3'45"67 | Q    |
| 2    | 2        | 5      | Giappone      | Hidekazu Takehara (54"77) Ippei Watanabe (1'00"28) Hiroko Makino (58"22) Nagisa Ikemoto (54"67)                              | 3'47"94 | Q    |
| 3    | 1        | 4      | Corea del Sud | Lee Ju-ho (55"10) Choi Dong-yeol (1'01"08) Kim Seo-yong (1'00"10) Hur Yeon-kyung (54"75)                                     | 3'51"03 | Q    |
| 4    | 1        | 5      | Kazakistan    | Xeniya Ignatova (1'02"47) Arsen Kozhakhmetov (1'01"81) Sofia Spodarenko (1'00"03) Adilbek Mussin (48"51)                     | 3'52"82 | Q    |
| 5    | 2        | 3      | Hong Kong     | Cindy Cheung (1'02"35) Adam Mak (1'01"76) Yeung Hoi Ching (1'00"52) Ian Ho (49"57)                                           | 3'54"20 | Q    |
| 6    | 1        | 3      | Singapore     | Zachary Tan (56"87) Maximillian Ang Wei (1'01"61) Marina Chan (1'01"99) Amanda Lim (56"54)                                   | 3'57"01 | Q    |
| 7    | 2        | 2      | Indonesia     | Masniari Wolf (1'05"97) Muhammad Dwiky Raharjo (1'02"04) Joe Aditya Kurniawan (54"23) Angel Gabriella Yus (59"25)            | 4'01"49 | Q    |
| 8    | 2        | 6      | Taipei cinese | Wang Hsing-hao (58"23) Cai Bing-rong (1'05"07) Hsu An (1'01"63) Huang Mei-chien (57"78)                                      | 4'02"71 | Q    |
| 9    | 1        | 6      | Thailandia    | Saovanee Boonamphai (1'07"72) Thanonchai Janruksa (1'03"93) Surasit Thongdeang (54"67) Sapianchai Komkarnjana (58"51)        | 4'04"83 |      |
| 10   | 1        | 2      | Vietnam       | Trần Hưng Nguyên (57"74) Nguyễn Thúy Hiền (1'15"00) Nguyễn Quang Thuấn (57"81) Phạm Thị Vân (59"69)                          | 4'10"24 |      |
| 11   | 1        | 1      | Mongolia      | Ariuntamir Enkh-Amgalan (1'07"93) Batbayar Enkhtamir (1'05"08) Tselmeg Khash-Erdene (1'01"79) Batbayaryn Enkhkhüslen (56"97) | 4'11"77 |      |
| 12   | 1        | 7      | Palestina     | Yazan Bawwab (58"85) Marina Abushamaleh (1'15"68) Valerie Tarazi (1'05"43) Mahmoud Abugharbia (53"22)                        | 4'13"18 |      |
| 13   | 2        | 7      | Macao         | Chan Si Chon (1'02"95) Choi Ngou Fai (1'04"69) Kuan I Cheng (1'09"34) Kuok Hei Cheng (1'00"10)                               | 4'17"08 |      |
| 14   | 2        | 1      | Pakistan      | Fatima Adnan Lotia (1'20"52) Muhammad Hamza Anwar (1'20"18) Muhammad Ahmed Durrani (1'02"96) Jehanara Nabi (1'02"41)         | 4'46"07 |      |
| 15   | 2        | 8      | Maldive       | Ali Imaan (1'05"61) Mubal Azzam Ibrahim (1'15"92) Hanan Hussain Haleem (1'17"51) Hamna Ahmed (1'09"47)                       | 4'48"51 |      |

### Finale
| Pos. | Corsia | Nazione       | Atleta | Tempo   | Note |
| ---- | ------ | ------------- | --- | ------- | ---- |
|      | 4      | Cina          | Xu Jiayu (51"91) Qin Haiyang (57"25) Zhang Yufei (56"05) Yang Junxuan (52"52)                                       | 3'37"73 |      |
|      | 5      | Giappone      | Ryōsuke Irie (53"64) Yuya Hinomoto (59"50) Ai Soma (57"78) Nagisa Ikemoto (53"72)                                   | 3'44"64 |      |
|      | 3      | Corea del Sud | Lee Eun-ji (1'01"37) Choi Dong-yeol (59"69) Kim Seo-yeong (57"39) Hwang Sun-woo (48"33)                             | 3'46"78 |      |
| 4    | 7      | Singapore     | Quah Zheng Wen (55"26) Letitia Sim (1'06"47) Quah Jing Wen (59"60) Jonathan Tan (48"40)                             | 3'49"73 |      |
| 5    | 6      | Kazakistan    | Xeniya Ignatova (1'01"78) Arsen Kozhakhmetov (1'01"52) Adilbek Mussin (51"46) Sofia Spodarenko (56"17)              | 3'50"93 |      |
| 6    | 2      | Hong Kong     | Cindy Cheung (1'01"97) Benson Wong (1'01"83) Yeung Hoi Ching (1'00"94) Lau Ping Chi (50"47)                         | 3'55"21 |      |
| 7    | 8      | Taipei cinese | Chuang Mu-lun (56"53) Lin Pei-wun (1'09"05) Wang Kuan-hung (54"22) Hsu An (56"89)                                   | 3'56"69 |      |
| 8    | 1      | Indonesia     | Angel Gabriella Yus (1'03"90) Muhammad Dwiky Raharjo (1'01"87) Joe Aditya Kurniawan (53"80) Masniari Wolf (1'01"93) | 4'01"50 |      |